# Ferdinando Martini (1841-1928)
Pour les articles homonymes, voir Ferdinando Martini.
Ferdinando Martini (né à Florence le 30 juillet 1841, mort à Monsummano Terme le 24 avril 1928) est un écrivain et un homme politique italien.
Il est sénateur du royaume d'Italie de la XXVIe législature.

## Biographie
Ferdinando Martini est le fils de l'auteur de théâtre Vincenzo Martini. Journaliste et écrivain, il collabore, à partir de 1872, au quotidien Il Fanfulla utilisant le pseudonyme de «Fantasio». En juillet 1879, il fonde l'hebdomadaire Fanfulla della domenica, qu'il dirige jusqu'en 1882. Le 15 février 1882, il fonde La Domenica letteraria, qu'il dirige jusqu'en 1885. Il est aussi professeur à l’École normale de Pise.
Il est élu député au parlement italien en 1876 et conserve sa charge pendant quarante ans et treize législatures. Il est Ministre des colonies du royaume d'Italie dans le gouvernement Salandra I et II ainsi que Ministre de l'instruction publique dans le gouvernement Giolitti I.
Il est le premier gouverneur non militaire de l'Érythrée de 1897 à 1907. Il est convaincu de la nécessité pour l'état italien de posséder des colonies. Sa tache est de rétablir des contacts pacifiques avec l'Érythrée, d'améliorer les rapports entre les Italiens et les populations indigènes et créer un corps de fonctionnaires qui administre la colonie.
En 1920, il est le président du Conseil d'administration de l'Istituto per la Propaganda della Cultura Italiana (Institut pour la Propagation de la Culture Italienne) maison d'édition fondée par l'éditeur et philosophe Angelo Fortunato Formiggini. Ce Conseil d'administration comprend beaucoup de noms parmi les plus illustres de la culture italienne. Martini soutient le projet de Formiggini de réaliser une Grande Enciclopedia Italica (Grande Encyclopédie Italica). Elle doit comprendre 18 volumes, et être une réalisation culturelle italienne de premier plan. Ce projet n'aboutit pas à cause de l'opposition de Giovanni Gentile. Qui par la suite fait disparaître l'Istituto per la Propaganda della Cultura Italiana absorbé par l'Istituto Fascista per la Cultura (Institut Fasciste pour la culture) dont il est le président. Et favorise la réalisation de l'Encyclopédie Treccani dont il est le premier directeur scientifique.
Le 1er mars 1923, Martini est nommé sénateur du royaume d'Italie. En 1925, il est parmi les signataires du manifeste des intellectuels fascistes, rédigé par Giovanni Gentile.
Vers 1887, sur un projet de l'architecte Cesare Spighi, Martini fait édifier à la périphérie de Monsummano Terme, dans la localité de Renatico, une villa en style néo-gothique. La villa appartient aujourd'hui à la commune de Monsummano, elle porte le nom de villa Renatico-Martini et elle est le siège d'un musée des arts contemporains et du XIXe siècle.
La bibliothèque privée de Martini et sa collection d'autographes, selon le souhait de ses héritiers, sont conservés, depuis 1931, auprès de la bibliothèque communale Forteguerriana de Pistoia. Sa correspondance est conservée auprès de la bibliothèque nationale centrale de Florence.

## Distinctions
- Chevalier de l'ordre des Saints-Maurice-et-Lazare
 - Commandeur de l'ordre de la Couronne d'Italie
 - Chevalier de grand-croix décoré du grand cordon de l'ordre colonial de l'Étoile d'Italie – arrêté royal du 4 février 1915.
 : Chevalier de l'ordre civil de Savoie

## Ses œuvres
- Chi sa il gioco non l'insegni. Proverbio in un atto in versi, Pise, 1871;
- Ad una donna. Versi, Venise, Visentini, 1872;
- Fra un sigaro e l'altro: chiacchiere di Fantasio, Milano, G. Brigola, 1876, e successive edizioni tra le quali: Milan, Treves, 1930;
- Cose africane, da Saati ad Abba Carima, discorsi e scritti, Milan, F.lli Treves, 1896 ;
- Confessioni e ricordi, Florence, Bemporad, 1922 ;
- Lettere (1860-1928), Milan, Mondadori, 1934;
- Nell'Africa italiana, Milan, Treves, 1891;

## Sources
- (it) Cet article est partiellement ou en totalité issu de l’article de Wikipédia en italien intitulé « Ferdinando Martini » (voir la liste des auteurs).